# Duodenoskop
Duodenoskop – urządzenie służące do wykonywania gastroduodenoskopi, czyli wziernikowania dwunastnicy. Duodenoskop jest wprowadzany przez przełyk i żołądek. Dzięki obrazowi z tego badania można zauważyć i zdiagnozować zmiany w dwunastnicy oraz zastosować odpowiednie leczenie.